# Polandball
Polandball (Poljskalopta), poznat i kao countryball (zemljalopta), internetski je fenomen koji je nastao na dijelu /int/ stranice Krautchan.net u drugoj polovici 2009. Fenomen se manifestirao u velikom broju internetskih stripova u kojima se zemlje prikazuju u obliku loptastih likova koji pričaju na vrlo lošem engleskom jeziku; time se ruglu izvrgavaju nacionalni stereotipi i međunarodni odnosi.

## Polandball
Polandball vuče svoje korijenje iz 'cyber-rata' u rujnu 2009. između poljskih internetskih korisnika i ostatka svijeta koji se odvijao na stranicama drawball.com. Te stranice, koje nude virtualno okruglo platno, dopuštaju svojim korisnicima na njima crtati što god požele, ali i crtanje preko postojećih crteža drugih korisnika. Na poljskom internet prostoru došlo je do ideje da se nacrta poljska zastava preko okruglog platna na drawball.com te je na tisuće Poljaka suradnjom uspjelo preuzeti platno, bojajući ga u bijelo crveno riječima "POLSKA" u sredini. Nakon koordinacije na 4chan-u, taj crtež je prekriven ogromnom svastikom.
Krautchan.net je imageboard na njemačkom jeziku čiju /int/ dio posjećuju korisnici koji koriste engleski jezik. Začetak Polandball fenomena se dodjeljuje Falcu, Britancu sa /int/-a, koji je u listopadu 2009. stvorio taj fenomen koristeći MS Paint da bi na jedan apolitičan način trolao Wojaka, Poljaka s iste sekcije koji se koristio vrlo lošim engleskim jezikom. Nakon toga stripove Polandball su s puno entuzijazma stvarali i Rusi.
Pretpostavka Polandball-a, koji je popularnost stekao za vrijeme nesreće u Smolensk-u u kojoj je poginuo poljski predsjednik Lech Kaczyński, je da predstavi Poljsku i njenu povijest, odnose s drugim zemljama te stereotipovima,  fokusirajući se na poljsku megalomaniju i nacionalne komplekse. Interakcije između countryballs-a uglavnom se pišu na vrlo lošem engleskom jeziku i internetskom slengu, koji podsjeća na Lolcat fenomen, te na završetku svakog stripa Poljska, koja se namjerno crta s crvenom bojom gore i bijelom dolje (obrnuto od stvarne poljske zastave), završava plačući.
Neki Polandball stripovi se tvore na pretpostavki da Rusija može letjeti u svemir, dok Poljska ne može. Jedan od najpopularnijih Polandball stripova počinje pretpostavkom da će planet Zemlju ubrzo udariti ogromni meteor, što dovodi do toga da sve zemlje razvijene svemirske tehnologije napuštaju Zemlju i ulaze u orbitu oko nje. Na kraju stripu Poljska, još na površini Zemlje, plače i na vrlo lošem engleskom izgovara kanonsku frazu Polandballa "Poland cannot into space" (Poljska ne biti mogla u svemir). Na ovaj duhovit način, Rusi privode kraju svu diskusiju za Poljacima oko toga čija je zemlja nadmoćnija. U jednom drugom Polandball stripu koji prekapa u povijesno-političku satiru, Poljska se čini kao da dosađuje drugim countryball-ima, ali svojom
izjavom  "Kad smo slomili Rusiju i Turke bili smo najveća zemlja na svijetu... i..." navodi druge countryballe da joj se otvoreno smiju. Poljska, sad iziritirana, izusti "kurwa" i podigne znak na kojem piše "Internet serious business" (Internet je ozbiljan posao), što je internet slogan koji se koristi da se ismijava druge koji tretiraju određene teme s omalovažavanjem te u pravoj tradiciji Polandballa završava plačem.

## Ostali countryballs-i (zemljalopte)
Polandball uključuje stripove i s tematikom drugih država, ali po konvenciji ovi stripovi se također nazivaju Polandball, iako se mogu i zvati countryball stripovi. Po stranicama lurkmore.to Bavarska ima svoju vlastitu loptu, a zasebne lopte su stvorene za države Sjedinjenih Američkih Država, Kataloniju i Sibir između ostalih. Singapur ima oblik trokuta te se zove Triangapore; Izrael ima oblik hiperkocke (što upućuje na izraelsku fiziku); Kazahstan ima oblik cigle; a Britanija se prikazuje s cilindrom i monoklom.
Na internetu se danas mogu pronaći razne igre koje sadrže polandballove npr. videoigra Countryball Heroes na Steamu, kartaška igra Countryball Cards i sl.

## Vanjske poveznice
- Polandball at Knowyourmeme.com
- Polandball at militaryphotos.net